# Toronto Dollar
Toronto Dollar (ang. dolar torontoński) - lokalny środek płatniczy, uznawany jedynie w ponad stu punktach handlowych w dwóch dzielnicach kanadyjskiego miasta Toronto - St. Lawrence oraz Riverdale.
Banknoty są drukowane są przez The Canadian Bank Note Company, która drukuje także dolary kanadyjskie, posiadają także odpowiednie zabezpieczenia. Są wymienialne w The Toronto Dollar Information Booth w St. Lawrence Market oraz w banku CIBC.
Dolar torontoński powstał aby wspomagać lokalny rynek pracy. Konsument może wymienić dolara kanadyjskiego na torontońskiego w stosunku 1:1. 10% z każdego dolara przeznaczane jest na Toronto Dollar Community Projects Fund - organizację, która wspiera lokalne fundusze i akcje charytatywne, a różnica pokrywana jest przez lokalny biznes. Każda z tych organizacji, wymieniając Dolara Toronto otrzymuje 1,10 dolara kanadyjskiego. Akcja funkcjonuje z powodzeniem od 1998 roku.